# Acceleració
En física, l'acceleració és una magnitud física que indica com canvia la velocitat d'un cos en relació amb el temps. És a dir, indica la rapidesa de l'augment o la disminució de la velocitat del moviment. O del seu canvi de direcció.
En cinemàtica l'acceleració instantània es defineix com la primera derivada de la velocitat respecte del temps (la raó del canvi de velocitat) o de manera equivalent com la segona derivada de la posició. Es tracta d'una magnitud vectorial i es mesura en unitats de longitud · temps-2 (L·T-2 o L/T²). En unitats del SI, s'expressa en metre/segon².
En llenguatge comú es parla d'acceleració per referir-se a un increment de la velocitat i de desacceleració per indicar-ne un decrement. Però en física qualsevol increment o decrement de la velocitat és anomenat acceleració; i també rep el nom d'acceleració el canvi en la direcció de la velocitat (acceleració centrípeta).
En mecànica clàssica, l'acceleració d'un punt material és proporcional a la resultant de la força que actua sobre ell. Segons la segona llei de Newton, en considerar la massa del cos independent de la velocitat:
{\displaystyle {\overset {\to }{\mathop {F} }}\,={\frac {d\left(m\cdot {\overset {\to }{\mathop {v} }}\,\right)}{dt}}\Rightarrow {\overset {\to }{\mathop {a} }}\,={\frac {d{\overset {\to }{\mathop {v} }}\,}{dt}}={\frac {{\overset {\to }{\mathop {F} }}\,}{m}}}

on {\displaystyle {\overset {\to }{\mathop {F} }}\,} és la resultant o força total que actua sobre el punt; m és la seva massa i {\displaystyle {\overset {\to }{\mathop {a} }}\,} és la seva acceleració.
La magnitud de l'acceleració d'un objecte, tal com la descriu la Segona llei de Newton,  és l'efecte combinat de dues causes:
- el sou net de totes les forces externes que actuen sobre aquest objecte, la magnitud és directament proporcional a aquesta força neta resultant;
- la massa d'aquest objecte, depenent dels materials que siguin fabricats, la magnitud és inversament proporcional a la massa de l'objecte.

## Acceleració mitjana i acceleració instantània

L'acceleració mitjana, es calcula fent la resta vectorial de les velocitats en dos punts diferents de la trajectòria i dividint el vector resultat entre el temps transcorregut. L'acceleració instantània és el límit del vector que en resulta quan el temps transcorregut tendeix a zero Δt → 0.

L'acceleració mitjana es defineix com el quocient entre la diferència del vector velocitat i el període transcorregut. Per a calcular l'acceleració mitjana d'un cos s'utilitza la següent fórmula:
{\displaystyle {\vec {a}}={\frac {{\vec {v}}_{f}-{\vec {v}}_{o}}{t_{f}-t_{o}}}={\frac {\Delta {\vec {v}}}{\Delta t}}}
L'acceleració instantània es calcula fent tendir a zero el període en què es determina l'acceleració mitjana, o sigui, es calcula com la derivada del vector velocitat respecte del temps: 
{\displaystyle {\vec {a}}={\underset {\Delta t\to 0}{\mathop {\lim } }}\,{\frac {\Delta {\vec {v}}}{\Delta t}}={\underset {t_{f}\to t_{o}}{\mathop {\lim } }}\,{\frac {{\vec {v}}_{f}-{\vec {v}}_{o}}{t_{f}-t_{o}}}={\underset {t_{f}\to t_{o}}{\mathop {\lim } }}\,{\frac {{\vec {v}}(t_{f})-{\vec {v}}(t_{o})}{t_{f}-t_{o}}}={\frac {d{\vec {v}}}{dt}}}
Com que la velocitat és la derivada de la posició respecte del temps, l'acceleració també es pot expressar com la segona derivada de la posició respecte del temps ambdues vegades.
{\displaystyle {\vec {a}}={\frac {\mathrm {d} {\vec {v}}}{\mathrm {d} t}}={\frac {\mathrm {d} ^{2}{\vec {r}}}{\mathrm {d} t^{2}}}}

## Components intrínseques de l'acceleració

Triedre de Frenet desplaçant-se amb un punt que segueix una trajectòria helicoidal

En els moviments no rectilinis l'acceleració es pot descompondre en dues components perpendiculars: una de perpendicular a la direcció del moviment, l'acceleració normal, i l'altra tangent al moviment, l'acceleració tangencial.
L'acceleració tangencial ({\displaystyle {\vec {a}}_{t}}) mesura el canvi del mòdul de la velocitat del mòbil en el temps. La seva direcció és tangencial a la trajectòria i, per tant, paral·lela a la velocitat. El seu valor pot ser zero, cas en què el mòdul de la velocitat es mantingui constant. Matemàticament s'obté com la derivada del mòdul de la velocitat respecte del temps, multiplicada pel vector unitari ({\displaystyle {\vec {u}}_{t}}) tangent a la trajectòria i, per tant, paral·lel a la velocitat.
{\displaystyle {\vec {a}}_{t}={\frac {d\left|{\vec {v}}\right|}{dt}}\cdot {\vec {u}}_{t}}
L'acceleració normal ({\displaystyle {\vec {a}}_{n}}) és present en qualsevol moviment no rectilini. És la que mesura la variació de la direcció del vector velocitat, és a dir, la magnitud en què s'aparta la trajectòria d'una recta. Matemàticament s'obté el seu mòdul amb la següent expressió, que depèn del mòdul de la velocitat i del radi de curvatura de la trajectòria, i es multiplica pel vector unitari normal a la trajectòria ({\displaystyle {\vec {u}}_{n}}).
{\displaystyle {\vec {a}}_{n}={\frac {{v}^{2}}{r}}\cdot {\vec {u}}_{n}}
L'acceleració total que soporta la partícula en moviment serà, per tant:
{\displaystyle {\vec {a}}={\vec {a}}_{t}+{\vec {a}}_{n}}

I com que {\displaystyle {\vec {a}}_{t}\bot {\vec {a}}_{n}}:
{\displaystyle a={\sqrt {a_{t}^{2}+a_{n}^{2}}}}
Als dos vectors unitaris (tangent i normal a la trajectòria se li pot afegir un tercer obtingut pel producte vectorial dels dos. Aquests tres vectors defineixen un sistema de coordenades anomenat triedre de Frenet.

## Composició d'acceleracions
La composició d'acceleracions consisteix a calcular l'acceleració que té un punt mesurada en un determinat sistema de referència, per exemple un sistema galil·leà, respecte del que es diu que és l'acceleració absoluta aab, a partir de l'acceleració respecte d'un altre sistema de referència que es mou respecte del primer anomenada acceleració relativa arel sabent el moviment del sistema de referència relatiu respecte de l'absolut.
En general es té:
{\displaystyle {\overset {\to }{\mathop {a_{abs}} }}\,={\overset {\to }{\mathop {a_{rel}} }}\,+{\overset {\to }{\mathop {a_{arr}} }}\,+{\overset {\to }{\mathop {a_{cor}} }}\,}
on aarr és el que s'anomena acceleració d'arrossegament i acor és el que s'anomena acceleració de Coriolis.
L'acceleració d'arrossegament és l'acceleració que tindria el punt respecte de la referència absoluta si estigués fix respecte de la referència relativa. Es pot calcular amb la fórmula:
{\displaystyle {\overset {\to }{\mathop {a_{arr}} }}\,={\overset {\to }{\mathop {a_{abs}} }}\,\left(O\right)+{\overset {\to }{\mathop {\alpha _{arr}} }}\,\wedge {\overset {\to }{\mathop {P_{rel}} }}\,+{\overset {\to }{\mathop {\omega _{arr}} }}\,\wedge \left({\overset {\to }{\mathop {\omega _{arr}} }}\,\wedge {\overset {\to }{\mathop {P_{rel}} }}\,\right)}
on {\displaystyle {\overset {\to }{\mathop {a_{abs}} }}\,\left(O\right)} és l'acceleració absoluta de l'origen de la referència relativa, {\displaystyle {\overset {\to }{\mathop {\alpha _{arr}} }}\,} és l'acceleració angular de la referència relative respecte de la referència absoluta, {\displaystyle {\overset {\to }{\mathop {\omega _{arr}} }}\,} és la velocitat angular de la referència relativa respecte de la referència absoluta, i {\displaystyle {\overset {\to }{\mathop {P_{rel}} }}\,} és el vector posició del punt respecte de la referència relativa.
Les tres components de l'acceleració d'arrossegament tenen un significat clar: la primera és l'acceleració deguda al fet que l'origen del sistema de coordenades està accelerant, la segona és deguda al fet que el sistema té una acceleració angular i és perpendicular al vector de posició del punt, i la tercera és l'acceleració centrípeta deguda a la velocitat de rotació de la referència relativa.
En el cas de les acceleracions la fórmula posa de manifest que no es comporten de forma additiva com en el cas de les velocitats. En el cas de les velocitats la velocitat absoluta és la velocitat relativa més la velocitat d'arrossegament (la velocitat que tindria el punt respecte de la referència absoluta si estigués fix a la referència relativa). En canvi en les acceleracions apareix un terme complementari anomenat acceleració de coriolis. Aquest terme es pot calcular com:
{\displaystyle {\overset {\to }{\mathop {a_{cor}} }}\,=2{\overset {\to }{\mathop {\omega _{arr}} }}\,\wedge {\overset {\to }{\mathop {v_{rel}} }}\,}
on {\displaystyle {\overset {\to }{\mathop {v_{rel}} }}\,} és la velocitat del punt respecte de la referència relativa.

## Acceleració dels punts del sòlid rígid
Un sòlid rígid és un conjunt de punts, units o no, tals que entre ells hi ha sempre a la mateixa distància. Per conèixer el moviment de tots els punts d'un sòlid rígid, n'hi ha prou amb conèixer el moviment d'un punt O del sòlid i el moviment d'un sistema de referència solidari al sòlid que tingui aquest punt com a origen.
A partir d'aquí es pot determinar l'acceleració d'un punt qualsevol del sòlid a partir del seu vector de posició en aquesta referència solidària al sòlid amb:
{\displaystyle {\overset {\to }{\mathop {a\left(P\right)} }}\,={\overset {\to }{\mathop {a} }}\,\left(O\right)+{\overset {\to }{\mathop {\omega } }}\,\wedge \left({\overset {\to }{\mathop {\omega } }}\,\wedge {\overset {\to }{\mathop {OP} }}\,\right)+{\overset {\to }{\mathop {\alpha } }}\,\wedge {\overset {\to }{\mathop {OP} }}\,}
on {\displaystyle {\overset {\to }{\mathop {\omega } }}\,} i {\displaystyle {\overset {\to }{\mathop {\alpha } }}\,} són respectivament la velocitat angular i l'acceleració del sòlid (és a dir, de la referència solidària al sòlid amb origen al punt O en la que es mesura el vector OP).

## Transformació d'una acceleració en teoria de la relativitat
Tot el que s'ha explicat fins aquí és vàlid suposant que el temps i la longitud dels objectes no canviïn en canviar de sistema de referència. En el cas de sistemes de referència que tinguin una velocitat relativa apreciable respecte de la velocitat de la llum aquesta aproximació no és vàlida i cal aplicar la teoria de la relativitat en el cas de dos sistemes amb velocitat relativa v constant entre ells l'acceleració es pot descompondre en una component paral·lela a la velocitat relativa entre els observadors ax i un altre de perpendicular a aquesta ay. Coneguda l'acceleració que mesura un observador O₂ es pot determinar la que mesura un observador O1 amb les següents fórmules:
{\displaystyle {\begin{aligned}&a_{1x}={\frac {a_{2x}}{\gamma ^{3}\left[1+\left({\frac {v_{2x}\cdot v}{c^{2}}}\right)\right]^{3}}}\\&a_{1y}={\frac {a_{2y}-{\frac {v_{2y}\cdot v}{c^{2}+v_{2x}\cdot v}}a_{2x}}{\gamma ^{3}\left[1+\left({\frac {v_{2x}\cdot v}{c^{2}}}\right)\right]^{3}}}\\\end{aligned}}}
on
{\displaystyle \gamma ={\frac {1}{\sqrt {1-{\frac {v^{2}}{c^{2}}}}}}}